# چهارمحال

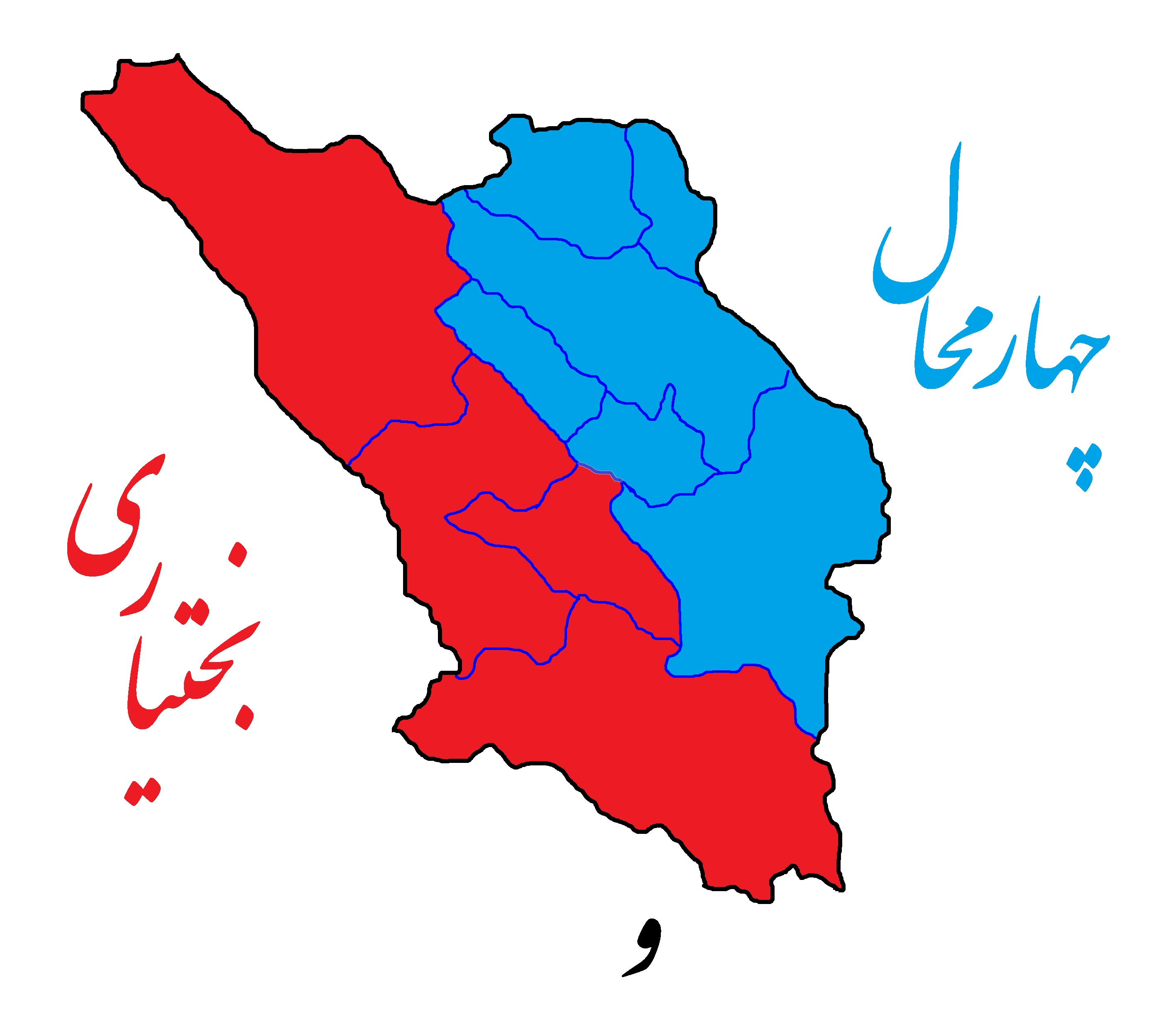

چهارمحال یکی از مناطق جغرافیایی ایران است که در زمان قاجاریه جزو ایالت سابق عراق عجم بود و در زمان پهلوی با تقسیمات جدید در استان اصفهان واقع شد و هم‌اکنون در استان چهارمحال و بختیاری (تأسیس ۱۳۵۲) واقع شده است. یکی از شعرای محلی در مورد محل‌های چهارمحال این چنین سروده است:
| خواهی ار دانی محال اربعه باشد کجا |  | هست آن لار و کیار و میزدج با گندمان |

## موقعیت
مؤلف کتاب «مرآت البلدان» در توضیح واژه «چهارمحال» می‌نویسد: از مضافات اصفهان و چهار ناحیه است معروف به محال اربعه و شرح هر ناحیه از قرار ذیل است:
1. ناحیه رار: حدود این ناحیه جنوبی به شیراز، شمالی به فریدن، شرقی به اصفهان، غربی به میزدج.
2. ناحیه کیار: حدود آن شمالی به میزدج، جنوبی به کندمان، مغربی پشتکوه بختیاری، شرقی به لنجان.
3. ناحیه میزدج: درجرگه واقع است اطرافش از هر سمت کوه است چمنی وسط این دشت هست مسمی به چمن «کران» تخمیناً یک فرسخ زمین چمن است. حدود ناحیه میزدج از اینقرار است: جنوبی به بلوک کیار، شرقی به رار، غربی به بختیاری، شمالی به فریدن.
4. ناحیه کندمان :حدود آن شمالی به میزدج، جنوبی به خاک شیراز، شرقی به سمیرم، غربی به پشتکوه.[۱]

## تاریخچه
چهارمحال حداقل از قرن ششم هجری قمری بدین نام شهرت داشته است؛ بعد از تشکیل حکومت اتابکان فارس در سال ۵۵۰ ه‍. ق، چهارمحال تا زمان صفویه جزء قلمرو این حکومت بوده است. در دوره صفویه و به خصوص پس از انتقال پایتخت از قزوین به اصفهان در زمان حکومت شاه عباس اول و پیگیری طرح انتقال آب کوهرنگ به زاینده رود توسط این پادشاه، بر اهمیت این منطقه بیش از بیش افزوده شده. بر اساس مطالعات انجام شده بخشی از نقاط استان در این دوره جزِء املاک و متصرفات طوایف کوچ‌نشین ترک قشقایی بوده است. در همین دوره گروه‌های ترک، ارمنی در چهارمحال ساکن می‌شوند.
در دوره افشاریان، شهرکیان مرکز حکومت چهارمحال بوده و ریاست آن بر عهده محب علی بیک قلچه ای از سرداران نادر شاه افشار بوده است. در دوران وی ابنیه و مساجد فراوانی در چهارمحال ساخته شد از جمله می‌توان به مسجد جامع شهرکیان اشاره نمود. در دوره قاجار، منطقه چهارمحال همواره از بلوکات اصفهان محسوب می‌شده است؛ مسعود میرزا ظل السلطان، در دوسفر پی در پی خود به چهارمحال، آن را بلوکی سرد، بسیار آباد، پر نعمت و پر جمعیت، با مراتع سبز و خرم و چمنهای زیاد و آب فراوان وصف کرده و افزوده چهارمحال مشهور به هند کوچک است و بهترین بلوک اصفهان بعد از لنجان می‌باشد. اهالی این منطقه در طول تاریخ و همسایگی با ایل بختیاری، لطمات و صدمات بسیاری دیده و اموال و احشام و املاک بسیاری را از دست داده‌اند و بالاخره در عهد ناصری، خوانین بختیاری مالک بعضی از قریه‌های چهارمحال شدند.هفشجان مرکز سابق چهارمحال تا پایان عصر صفوی، شهرکیان مرکز چهارمحال در دوره افشاریان، چالشتر مرکز چهارمحال در دوره زندیه و اواسط قاجاریه و شهرکرد یا دهکرد سابق مرکز استان از دوره پهلوی و به‌طور رسمی از سال ۱۳۵۲ هجری شمسی مرکز استان چهارمحال و بختیاری می‌باشد.

## زبان و گویش
- زبان مردم چهارمحال (فارسی چهارمحالی)، از سره‌ترین زبان‌های فارسی است. جزو فهلویاتی (که در تواریخِ دوران سده‌ها میانه از آن نام برده شده) محسوب می‌شود و واژگان ترکی و عربی زیادی ندارد. چون به دلایل مختلف به‌ویژه کوهستانی‌بودن منطقه، آمیزش با زبان‌های دیگر، کمتر رخ داده است.[نیازمند منبع]
- ترک‌های چهارمحال به زبان ترکی چهارمحالی صحبت می‌کنند. مردم برخی شهرهای چهارمحال از جمله شهرکیان،[۸] طاقانک، جونقان، سامان، بن، سودجان، یانچشمه، سفیددشت، بلداجی، فرادنبه، نقنه و هوره با زبان ترکی صحبت می‌کنند.[۹]
- گویش بختیاری نیز به‌طور گسترده‌ای میان لرهای این منطقه با لهجه‌های گوناگونِ مخصوص به هر شهر و روستا رواج دارد.[نیازمند منبع]منطقه بختیاری جدای از چهارمحال هست.